# حصار قطاع غزة

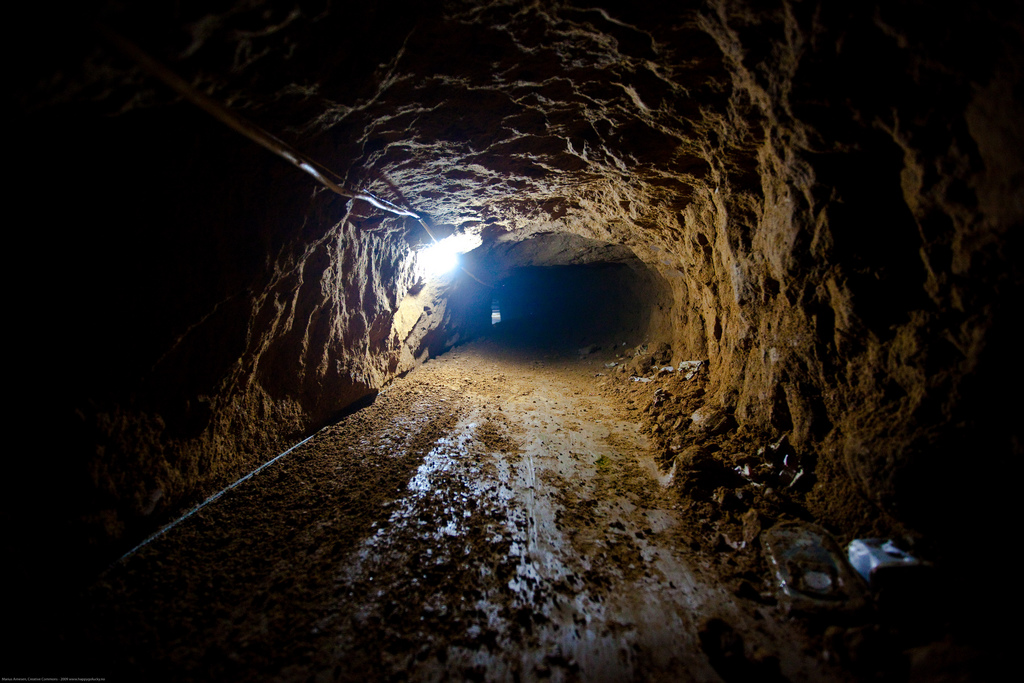
تعتبر أنفاق التهريب الواصلة للجانب المصري من الطرق الرئيسية لدخول السلع التجارية للتجار في غزة بالإضافة للأسلحة بعد الحصار.

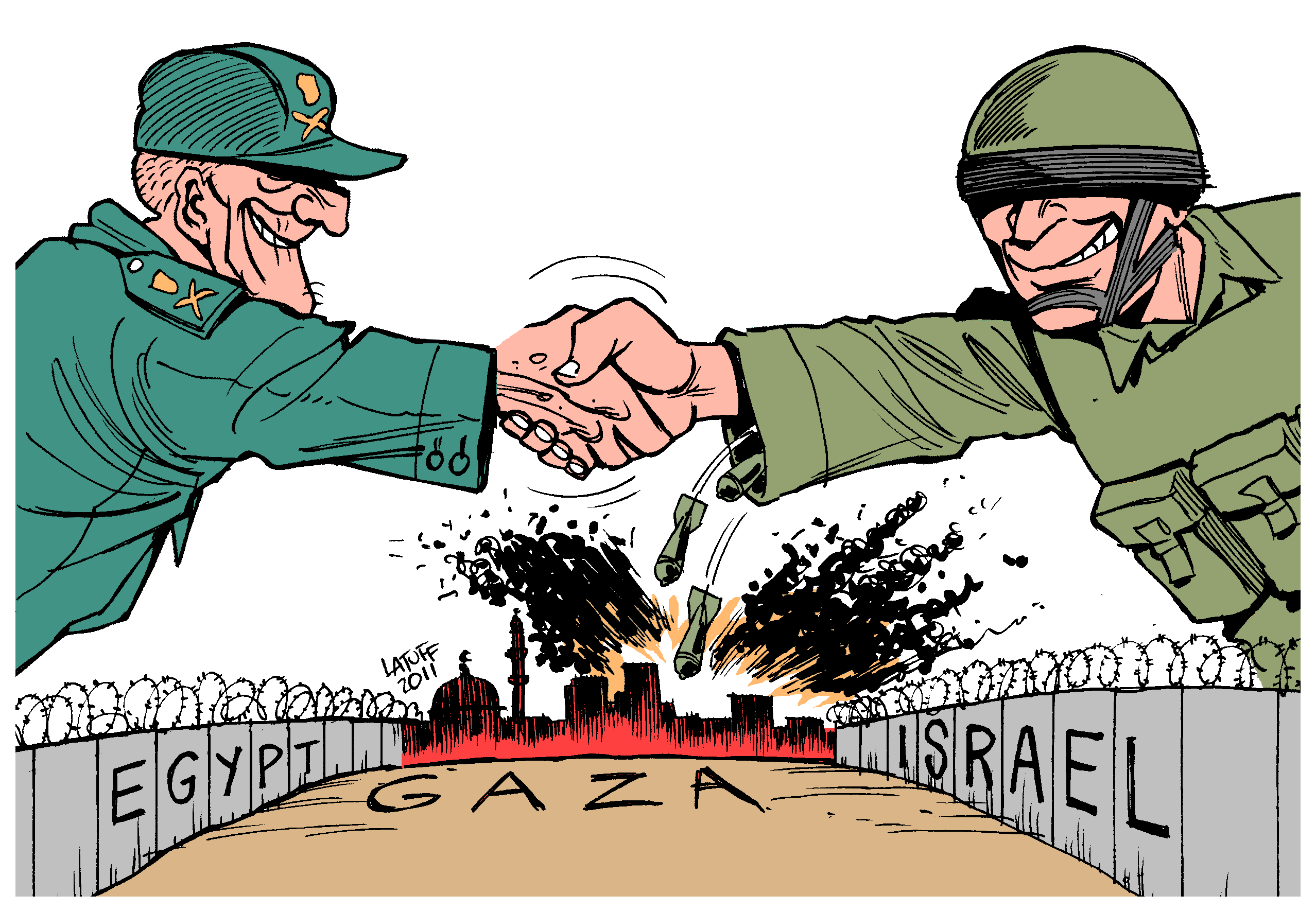
كاريكاتير لكارلوس لطوف يسخر من تورط المجلس الأعلى للقوات المسلحة في حصار غزة نشر سنة 2011م.

حصار غزة هو حصار خانق فرضته إسرائيل على حركة الأفراد والبضائع من وإلى قطاع غزة براً وبحراً وجواً، حيث أعلنت إسرائيل التي تحكم حدود القطاع من 3 نواحي أنه وبعد إنسحاب لها عرف بخطة فك الارتباط الأحادية الإسرائيلية في سبتمبر 2005 لن يكون للفلسطينيين سيطرة على جانبهم من الحدود مع مصر. في 2007 أحكمت إسرائيل الحصار على القطاع ذي الكثافة السكانية العالية والذي يشكل اللاجئون معظم سكانة، مانعة أو مقننة دخول المحروقات والكهرباء والكثير من السلع، من بينها الخل والبسكويت والدواجن واللحوم ومنع الصيد في عمق البحر، ومغلقة المعابر بين القطاع وإسرائيل. بينما أغلق معبر رفح المنفذ الوحيد للقطاع إلى العالم الخارجي من جانب مصر. تتابعت الجهود من الفلسطينيين والمتضامنين الأجانب لكسر الحصار بأشكال متعددة، ولم تتوقف إسرائيل عن شن الحملات العسكرية على القطاع، واستمرت الفصائل الفلسطينية كذلك بمحاربة إسرائيل تحت راية المقاومة. ويوصف القطاع سواء من المنظمات الإنسانية أو المفكرين أو الصحفيين بسبب الظروف والصعوبات المفروضة على السكان والحصار المضروب بأنه "سجن خارجي كبير" أو أسوء.
تعود القيود التي فرضتها إسرائيل على حركة البضائع في غزة إلى أوائل تسعينيات القرن العشرين. وبعد أن تولت حماس السلطة في عام 2007، شددت إسرائيل بشكل كبير القيود المفروضة على الحركة وفرضت حصاراً كاملاً على حركة البضائع والأشخاص داخل وخارج قطاع غزة. وفي العام نفسه، أغلقت مصر معبر رفح. إن الهدف المعلن الحالي للحصار هو منع تهريب الأسلحة إلى غزة؛ وقد تضمنت الدوافع المعلنة سابقاً ممارسة الضغط الاقتصادي على حماس. ووصفت جماعات حقوق الإنسان الحصار بأنه غير قانوني وشكل من أشكال العقاب الجماعي، لأنه يقيد تدفق السلع الأساسية، ويساهم في الصعوبات الاقتصادية، ويحد من حرية حركة سكان غزة. وقد أدى الحصار وآثاره إلى تسمية المنطقة بـ "السجن المفتوح". إن الخروج والدخول إلى غزة عن طريق البحر أو الجو محظور. ولا يوجد سوى ثلاثة معابر للدخول والخروج من غزة، اثنان منها تحت سيطرة إسرائيل والثالث تحت سيطرة مصر. وتفرض إسرائيل قيوداً صارمة على حركة الفلسطينيين عبر معبر إيريز، حيث لا يتم النظر إلا في طلبات عدد صغير من العمال (أقل من 5% من العدد الذي تم النظر فيه في عام 2000) ولأسباب طبية وإنسانية محدودة.
إن التعاون العسكري بين إسرائيل ومصر وسيطرتها على سجل السكان (الذي تتحكم من خلاله في من يمكنه الحصول على وثائق السفر اللازمة) يمنحها نفوذاً على الحركة عبر معبر رفح. وتخضع الواردات لقيود شديدة، حيث لا يُسمح بالمواد "ذات الاستخدام المزدوج" إلا كجزء من مشاريع المانحين. ويشمل ذلك مواد البناء ومعدات الكمبيوتر. كما تخضع الصادرات لقيود شديدة، حيث يتمثل العائق الرئيسي أمام التنمية الاقتصادية في غزة في حظر إسرائيل لجميع الصادرات من القطاع تقريباً. قد فرضت إسرائيل حصاراً على قطاع غزة بمستويات متفاوتة من الشدة في عامي 2005 و2006. ويعود تاريخ الإغلاقات التي فرضتها إسرائيل على القطاع إلى عام 1991.
في عام 2007، وبعد استيلاء حماس على السيطرة على قطاع غزة، فرضت إسرائيل حصاراً غير محدد على غزة لا يزال قائماً حتى الآن، على أساس أن قوات فتح والسلطة الفلسطينية فرت من القطاع ولم تعد قادرة على توفير الأمن على الجانب الفلسطيني. وقالت إسرائيل إن الحصار ضروري لحماية نفسها من العنف السياسي الفلسطيني والهجمات الصاروخية، ومنع دخول السلع ذات الاستخدام المزدوج إلى غزة. اتهمت إسرائيل بانتهاك أو الفشل في الوفاء بالتزامات محددة تعهدت بها بموجب اتفاقيات وقف إطلاق النار المختلفة لتخفيف الحصار أو رفعه."لقد تم إغلاق المعابر مراراً وتكراراً، وتم إعادة فرض المناطق العازلة. كما انخفضت الواردات، وتم حظر الصادرات، وتم منح عدد أقل من سكان غزة تصاريح الخروج إلى إسرائيل والضفة الغربية"  قد استنكرت جماعات حقوق الإنسان وممثلو المجتمع الدولي والمهنيون القانونيون الحصار باعتباره شكلاً من أشكال العقاب الجماعي الذي يتعارض مع القانون الدولي، وخاصة اتفاقية جنيف الرابعة. حملت جماعات حقوق الإنسان إسرائيل المسؤولية الرئيسية عنه باعتبارها القوة المحتلة.

## خلفية تاريخية
يعود تاريخ الإغلاق الإسرائيلي المفروض على حركة البضائع والأشخاص من وإلى غزة إلى عام 1991 عندما ألغت إسرائيل تصريح الخروج العام للفلسطينيين في الأراضي المحتلة. كانت هذه السياسة مؤقتة في البداية، لكنها تطورت إلى تدبير إداري دائم في مارس/آذار 1993 بعد ارتفاع مستويات العنف من قبل الفلسطينيين داخل إسرائيل. ومنذ ذلك الحين، أصبح الإغلاق نظامًا مؤسسيًا في غزة (والضفة الغربية)، وتفاوت في شدته ولكنه لم يُرفع تمامًا. ومع دخول الإغلاق حيز التنفيذ، كان الأكاديميون والدبلوماسيون يصفونه بالفعل بأنه شكل من أشكال العقاب الجماعي، هو الاتجاه الذي يستمر في الآونة الأخيرة. على سبيل المثال، فُرِضَت حصار شامل على قطاع غزة بين عامي 1993 و1996 لمدة إجمالية بلغت 342 يوماً. وخلال فترات الحصار الشامل، فرضت إسرائيل حظراً كاملاً على أي حركة للأشخاص أو البضائع بين غزة وإسرائيل والضفة الغربية والأسواق الأجنبية.
قدر البنك الدولي الأثر الاقتصادي لهذه الحصارات خلال عام 1996 وحده بما يعادل خسائر تقارب 40% من الناتج المحلي الإجمالي لقطاع غزة.
في عام 2005، سحبت إسرائيل مستوطنيها وقواتها من قطاع غزة، وأعادت نشر قواتها على طول الحدود. وفي أعقاب فوز حماس في الانتخابات والمواجهة العسكرية التي أعقبتها مع حزب فتح المعارض والتي أدت إلى سيطرة حماس على غزة بالكامل في عام 2007، شددت إسرائيل القيود في محاولة لممارسة الضغط الاقتصادي على حماس. ومع هذا التشديد الجديد للقيود، توقفت كل أشكال التجارة واقتصر دخول السلع على "الحد الأدنى الإنساني"، والسماح فقط بالسلع "الضرورية لبقاء السكان المدنيين". قد وصف مسؤولون أمنيون إسرائيليون الحظر المفروض على الصادرات بأنه "قرار سياسي لفصل غزة عن الضفة الغربية"، ووصفوه كذلك بأنه مسألة "أمن سياسي" وشكل من أشكال "الحرب الاقتصادية". بالإضافة إلى ذلك، بدءًا من عام 2009، قامت مصر ببناء حاجز تحت الأرض بين مصر وغزة على طول الحدود بين مصر وغزة. كان الهدف المعلن هو سد أنفاق التهريب. معبر رفح الحدودي هو المعبر القانوني الوحيد بين مصر وغزة، وكان مأهولًا بقوات أمن السلطة الفلسطينية وبعثة المساعدة الحدودية التابعة للاتحاد الأوروبي في رفح. يجب أن تمر جميع الإمدادات الإنسانية وغيرها من الإمدادات التي تمر عبر إسرائيل أو مصر عبر هذه المعابر بعد التفتيش الأمني.

### أوائل العقد الأول من القرن 21
فرضت إسرائيل حصارًا على الأراضي الفلسطينية، بما في ذلك قطاع غزة، عدة مرات أثناء الانتفاضة الثانية. ونتيجة للحصار، ارتفعت معدلات البطالة في غزة إلى 85%.

### إسرائيل وتركيبة قطاع غزة
طردت القوات الصهيونية في حرب تأسيسها لإسرائيل عام 1948 آلاف الفلسطينيين لقطاع غزة، وشكل هؤلاء اللاجئون غالبية السكان في قطاع غزة، وعندما احتل جيش إسرائيل مزيدا من الأرض ومن ضمنها القطاع عام 1967، وضع الإحتلال السكان الفلسطينيين في تلك المناطق تحت حكم عسكري ودون حقوق المواطنة المدنية. بعد الانتفاضة الفلسطينية عام 1987، وقّعت منظمة التحرير الفلسطينية الموجودة في المنفى وإسرائيل عام 1993 اتفاق سلام بمرحلة إنتقالية، بدأت بإنشاء سلطة فلسطينية بدءا غزة وأريحا والنقل التدريجي للأراضي والسلطة إليها. بحلول عام 2000 كانت الفترة الإنتقالية قد إنقضت وافرغت عملية السلام من معناها، فانتفض الفلسطينيون مرة اخرى عام 2000 مواجهين إسرائيل، التي ردت بتدمير المؤسسات والبنية التحية وإغتيالات واسعة للقيادات السياسية.

### إعادة انتشار الجيش الإسرائيلي وتطويق القطاع
بحلول عام 2005 كانت الإنتفاضة الثانية قد انتهت، وقامت إنتخابات رئاسية فلسطينية ليصبح محمود عباس (أبو مازن) أحد وجوه حركة فتح الرئيس الفلسطيني الجديد، وفي سبتمبر 2005 قامت إسرائيل "بإعادة انتشار" تضمن سحب جيشها من قطاع غزة وإخلاء مستوطناتها هناك، بالإضافة إلى إخلاء مستوطنات في مناطق في شمال الضفة الغربية فيما عرف بخطة فك الارتباط الأحادية الإسرائيلية، وفي ذلك الإطار، قالت إسرائيل أنه لن يكون للفلسطينيين سيطرة على جانبهم من الحدود مع مصر، وأن معبر رفح يجب أن يكون مغلقا. تذبذبت السلطات المصرية بين السماح بالحركة عبر معبر رفح وإغلاقه، بالتوازي مع وصول السلطة الفلسطينية آنذاك لإتفاقين مع إسرائيل لتشغله بمساعدة أوروبية كطرف ثالث. إلا ان الحركة ظلت محدودة ولم تمر البضائع سوى عبر معبر كرم أبو سالم تحت السيطرة الإسرائيلية ورقابة الإتحاد الأوروبي.
في يناير من عام 2006 أقيمت انتخابات تشريعية في الأراضي المحتلة (الضفة الغربية وقطاع غزة) التي حصلت فيها حركة حماس وبشكل غير متوقع على غالبية المقاعد، وشكلت حكومة وبدأت العمل ضمن بنية السلطة القائمة، الأمر الذي تصادم مع الإحتكار التقليدي للسلطة في يد فتح. في حين أن الترتيات الحدودية الأخيرة مع الاتحاد الأوروبي ومصر ظلت سارية حتى يونيو 2006، إلا أن مصر لم تفتح المعبر لبقية العام إلا ما مجموعه 31 يوما متفرقة. في حزيران 2007 أنهت حماس الصراع على السلطة مع فتح في غزة لصالحها. تبع ذلك تشديد إسرائيل للحصار على القطاع، والذي يشتمل على منع أو تقنين دخول المحروقات والكهرباء والكثير من السلع، من بينها الخل والبسكويت والدواجن واللحوم ومنع الصيد في عمق البحر، وغلق المعابر بين القطاع وإسرائيل. بينما أغلق معبر رفح المنفذ الوحيد للقطاع إلى العالم الخارجي من جانب مصر. وعلي إثر هذا الحصار قام الآلاف من الفلسطينيين في 23 يناير، 2008 باقتحام الحدود إلى الجانب المصري والدخول للتزود بالمواد الغذائية من مصر بعد نفاذها من القطاع، عبر في هذا الاقتحام ما يقرب من 750 ألف فلسطيني، وقد صرح الرئيس المصري حسني مبارك للصحفيين لدى افتتاحه معرض الكتاب السنوي في القاهرة: «أمرت قوات الأمن بالسماح للفلسطينيين بالعبور لشراء حاجاتهم الأساسية والعودة إلى غزة طالما أنهم لا يحملون أسلحة أو أي محظورات». قامت إسرائيل بعد حادثة الاعتداء على أسطول الحرية الذي كان يستهدف كسر الحصار كما أعلن الناشطون على متنه بتخفيف الحظر المفروض على دخول بعض السلع الغذائية وأدوات المطبخ ولعب الأطفال، بينما رفضت حركة حماس القرار واعتبرته دعائياً وغير عملي.
الحالة المتردية لسكان القطاع دفعت منسق الشؤون الإنسانية في الأمم المتحدة ماكسويل غيلارد بوصف الحصار قائلا أنه «اعتداء على الكرامة الإنسانية». كما هدمت إسرائيل مطار غزة الدولي المطار الوحيد في قطاع غزة كلياً مما زاد شدة الحصار والمعاناة.[بحاجة لمصدر]

#### حصار 2005-2006
في الثاني عشر من سبتمبر/أيلول 2005، أثناء الانسحاب الإسرائيلي، أعربت شخصيات بارزة على الساحة السياسية الدولية، بما في ذلك وزير الخارجية الفرنسي فيليب دوست بلازي ونائب رئيس الوزراء الأردني مروان المعشر، عن مخاوفها من احتمال تحول غزة إلى سجن مفتوح.
وبعد أربعة أيام، صرح محمود عباس أمام الجمعية العامة للأمم المتحدة: "يتعين على إسرائيل أن تحول هذا الانسحاب الأحادي الجانب إلى خطوة إيجابية حقيقية. ويتعين علينا أن نحل بسرعة جميع القضايا الكبرى العالقة، بما في ذلك معبر رفح الحدودي مع مصر، والمطار والميناء البحري، فضلاً عن إنشاء رابط مباشر بين قطاع غزة والضفة الغربية. وبدون ذلك، ستظل غزة سجناً ضخماً".
وفي أعقاب الانسحاب الإسرائيلي، زعمت جماعات حقوق الإنسان أن إسرائيل حاصرت غزة بشكل متكرر من أجل الضغط على السكان "ردًا على التطورات السياسية أو الهجمات التي تشنها الجماعات المسلحة في غزة على المدنيين أو الجنود الإسرائيليين". وأشار المبعوث الخاص للجنة الرباعية جيمس وولفنسون إلى أن "غزة كانت معزولة فعليًا عن العالم الخارجي منذ الانسحاب الإسرائيلي [أغسطس-سبتمبر 2005]، وكانت العواقب الإنسانية والاقتصادية على السكان الفلسطينيين عميقة. كان هناك بالفعل نقص في الغذاء. ولم يتمكن العمال والتجار الفلسطينيون إلى إسرائيل من عبور الحدود". وفي 15 يناير 2006، تم إغلاق معبر كارني - النقطة الوحيدة لتصدير البضائع من غزة - تمامًا أمام جميع أنواع الصادرات. تعرض مشروع الدفيئة لضربة قوية، حيث ضاع حصاد المحاصيل عالية القيمة، والتي كان من المفترض تصديرها إلى أوروبا عبر إسرائيل، بشكل أساسي (مع التبرع بجزء صغير من الحصاد للمؤسسات المحلية) وعلاوة على ذلك، أدى إغلاق معبر كارني إلى قطع صناعات النسيج والأثاث التي كانت صامدة حتى ذلك الحين في غزة عن مصدر دخلها. وبدءًا من فبراير/شباط 2006، أصبح معبر كارني مفتوحًا بشكل متقطع للصادرات، ولكن كمية السلع المسموح بتصديرها كانت ضئيلة مقارنة بكمية السلع المستوردة.
(والتي كانت بالكاد تدعم احتياجات غزة). وفي الفترة ما بين 1 يناير/كانون الثاني و11 مايو/أيار، تم حصاد أكثر من 12700 طن من المنتجات في دفيئات غزة، وكانت كلها تقريبًا مخصصة للتصدير؛ ومن بينها، تم تصدير 1600 طن فقط (أقل من 13%) بالفعل.

#### 2008
في الثاني والعشرين من يناير/كانون الثاني 2008، اندلعت اشتباكات بين سكان غزة والشرطة المصرية أمام الحدود، مطالبين بفتح معبر رفح. وتضمنت الاشتباكات إطلاق النار الحي، ووقعت إصابات في الجانبين. وتمكنت خمسون امرأة من العبور، وردت الشرطة المصرية بهجوم بمدافع المياه. ووصلت قوات أمن مصرية إضافية، وتمكنت من استعادة الهدوء ومنع المزيد من العبور. بدأ خرق الحدود بين غزة ومصر في 23 يناير 2008، بعد أن فجر مسلحون في قطاع غزة انفجارًا بالقرب من معبر رفح الحدودي، مما أدى إلى تدمير جزء من الحاجز الإسرائيلي السابق في قطاع غزة. وقد قدرت الأمم المتحدة أن ما يصل إلى نصف سكان قطاع غزة عبروا الحدود إلى مصر بحثًا عن الطعام والإمدادات. وقالت إسرائيل إن المسلحين استغلوا الخرق في الجدار الحدودي لإرسال رجال مسلحين إلى سيناء للتسلل إلى إسرائيل عبر الحدود بين سيناء وإسرائيل. سمحت القوات المصرية في البداية بالعبور لكنها لم تسمح للفلسطينيين بالسفر أبعد من العريش. في 25 يناير، أغلقت القوات المصرية جميع نقاط الدخول غير القانونية تقريبًا لوقف تدفق الغزيين المتدفقين، وأقامت شرطة مكافحة الشغب المصرية أسلاكًا شائكة وأسوارًا شبكية على طول الحدود. استخدم الفلسطينيون جرافة لهدم السياج ومرة أخرى تدفقوا. بدأت شرطة الحدود المصرية في منع الفلسطينيين من العبور وأغلقت الطريق من رفح إلى العريش. وفي الثامن والعشرين من يناير، قامت قوات الأمن المصرية ومسلحو حماس بمد أسلاك شائكة عبر أحد الثغرتين، مما أدى إلى إغلاقها بالكامل. وفي التاسع والعشرين من يناير، بدأت القوات المصرية في إصلاح أحد الثغرتين المتبقيتين، وأغلقت الحدود مع قطاع غزة في الثالث من فبراير 2008.

#### 2009
في يناير 2009، بعد المرحلة الأولى من حرب غزة، قالت إسرائيل إنها ستسمح بدخول بعض المساعدات الإنسانية، لكنها ستواصل حصارها الاقتصادي من أجل إضعاف قوة حماس. في يونيو 2009، في الذكرى الثانية للحصار، أصدرت 38 منظمة إنسانية تابعة للأمم المتحدة وغير حكومية بيانًا صحفيًا مشتركًا يدعو إلى "الوصول الحر وغير المقيد لجميع المساعدات الإنسانية وفقًا للاتفاقيات الدولية ووفقًا لمعايير حقوق الإنسان الدولية والقانون الإنساني المعترف بها عالميًا". كمية البضائع التي تسمح إسرائيل بدخولها إلى غزة هي ربع تدفق ما قبل الحصار. قررت حكومة أولمرت في مارس 2009 السماح بدخول المواد الغذائية والطبية إلى غزة دون قيود. وقد قوبل هذا القرار بمقاومة من وزارة الدفاع الإسرائيلية، التي تسيطر على المعابر الحدودية. وقال متحدث عسكري إسرائيلي إن كل بند كان يتم تحديده على أساس فردي وأن الطعام كان يُسمَح بمروره يوميًا. ووفقًا لمنظمة جيشا غير الحكومية، فإن كمية الطعام التي تدخل غزة اعتبارًا من مايو 2009، حوالي 25٪ من أرقام ما قبل يونيو 2007. ووجدت دراسة أجرتها الأمم المتحدة أن الأسر الغزية تتناول وجبات أقل يوميًا وتعتمد بشكل أساسي على الكربوهيدرات مثل الأرز والدقيق لأن الأطعمة البروتينية باهظة الثمن أو غير متوفرة. تضاعف سعر بيض الدجاج بسبب تدمير حظائر الدجاج أثناء حرب غزة.

##### حادثة حماس والأونروا في فبراير 2009
في الثالث من فبراير ، صادر أفراد شرطة حماس 3500 بطانية وأكثر من 400 طرد غذائي من أحد مراكز توزيع الأونروا. وفي اليوم التالي، طالب منسق الإغاثة الطارئة التابع للأمم المتحدة بإعادة المساعدات على الفور.  وفي حادثة منفصلة في الخامس من فبراير، استولت حماس على 200 طن من المواد الغذائية من إمدادات مساعدات الأونروا. وفي اليوم التالي، علقت الأونروا أنشطتها في غزة. وأصدرت حماس بياناً ذكرت فيه أن الحادث كان سوء تفاهم بين سائقي الشاحنات وتم حله من خلال الاتصال المباشر مع الأونروا. وفي التاسع من فبراير/شباط، رفعت الأونروا تعليقها على حركة إمداداتها الإنسانية إلى غزة، بعد أن أعادت سلطات حماس جميع إمدادات المساعدات المصادرة.

## غارة أسطول غزة في مايو 2010
في 31 مايو 2010، استولت البحرية الإسرائيلية على قافلة مساعدات مكونة من ست سفن تُعرف باسم "أسطول حرية غزة". بهدف كسر الحصار، وحملت مساعدات إنسانية ومواد بناء. وقد رفض الأسطول طلبًا إسرائيليًا بتغيير مساره إلى ميناء أشدود، حيث قالت الحكومة الإسرائيلية إنها ستفحص المساعدات وتسلم (أو تسمح للمنظمات الإنسانية بتسليم) المواد التي وافقت عليها إسرائيل إلى غزة. صعدت قوات الكوماندوز البحرية الإسرائيلية من شييتيت 13 على السفن من زوارق سريعة وطائرات هليكوبتر انطلقت من ثلاث سفن صواريخ، بينما كان الأسطول لا يزال في المياه الدولية. وعلى متن السفينة الرئيسية للقافلة، هاجم الركاب وتمكنوا من أسر ثلاثة جنود. ورد الجنود الإسرائيليون بالرصاص المطاطي والذخيرة الحية من جنود في طائرات هليكوبتر وعلى متن السفينة. أُطلقت النار على العديد من النشطاء في الرأس من قبل القوات الإسرائيلية، بعضهم من الخلف ومن مسافة قريبة. واتُّهِمَت إسرائيل باستخدام القوة غير المتناسبة. وفي سفن أخرى، قوبل الجنود بمقاومة سلبية تم قمعها بسهولة باستخدام تقنيات غير مميتة. قُتل تسعة ركاب وجُرِح العشرات. كما أصيب تسعة جنود، اثنان منهم في حالة خطيرة. تم الاستيلاء على جميع السفن وسحبها إلى أشدود، بينما سُجِن الركاب في إسرائيل ثم تم ترحيلهم إلى بلدانهم الأصلية. أبحرت السفينة إم في راشيل كوري، وهي السفينة السابعة التي تأخرت، من مالطا في نفس يوم اعتراض الأسطول. طاردت السفن البحرية الإسرائيلية راشيل كوري، وبعد أن تجاهلت ثلاثة تحذيرات، صعد الكوماندوز الإسرائيليون على متن السفينة من الزوارق السريعة، واعتقلوا الطاقم، وأجبروها على الإبحار إلى أشدود.

## وضع الصيد
بلغ عدد الصيادين المسجلين في غزة من 4 ألاف صياد يعيلون ما يزيد عن 40 ألف مواطن فلسطيني من صيد السمك في قطاع غزة، ووفقاً لنقابة الصيادين في غزة، يحتاج الصيادون إلى ما يزيد عن 17 الف لتر من الوقود كل يوم للتمكن من تشغيل القوارب خلال فصل الصيد.
وفي شهر نيسان من كل سنة تبدأ هجرة الأسماك من دلتا النيل إلى المياه التركية والتي يعتمد عليها صيادو الأسماك الغزيين. ومع ذلك تحدد إسرائيل مدى ستة أميال فقط من شواطئ غزة للصيد مع العلم أن معظم قطيع السمك المهاجر يتواجد عادة على بعد عشرة أميال من الشاطئ. وعادة ما يتم الاعتداء على الذين تجاوزوا الحد بثلاثة أميال، حيث اعتقل أكثر من 70 صياداً عام 2007 من قبل البحرية الإسرائيلية.[بحاجة لمصدر] في عام 1990 وصل معدل صيد السمك إلى أكثر من 3000 طن، وتدنى في عام 2011 ليصل تقريباً ما لا يزيد عن 500 طن فقط بسبب الحصار الإسرائيلي على غزة.
كما أن هناك أثر بيئي للحصار على المياه التي يبحر عليها الصيادون، حيث تتلوث بخمسين مليون لتر من المياه العادمة كل يوم وذلك لعدم وجود خيار آخر لتصريفها.

## التحرك لكسر الحصار
في 23 أغسطس 2008 نجح 44 من المتضامنين الدوليين الذين ينتمون ل17 دولة على متن سفينتي «غزة حرة» و«الحرية» بكسر الحصار الإسرائيلي المفروض على قطاع غزة لأول مرة، وقد انطلقت هاتين السفينتين من قبرص يوم 22 أغسطس محملتين بالمساعدات الإنسانية ووصلتا القطاع بعد أن واجهتا تهديدات من جانب الإسرائيليين بمنعهم من الوصول للقطاع كما واجهتا ألغام بحرية وتشويش عرقلت وصلهما لشواطئ القطاع عدة ساعات، فيما استقبلهم أهالي القطاع والحكومة الفلسطينية وأعضاء المجلس التشريعي الفلسطيني بالترحاب ، وغادرت السفينتين يوم 28 سبتمبر القطاع واقلتا معهما عدد من الفلسطينيين كانوا عالقين في القطاع.
في 1 ديسمبر 2008 قامت إسرائيل بمنع سفينة المروة الليبية التي حوت 3 آلاف طن من المواد الغذائية والأدوية ومساعدات متنوعة من إنزال شحنتها قرب غزة، حيث اعترضتها الزوارق الحربية كما أوضحت وزارة الخارجية الإسرائيلية «إن سفناً حربية إسرائيلية اعترضت السفينة الليبية وأوقفتها وأمرتها بالعودة من حيث جاءت» بحجة «أنه غير مسموح لها بالرسوّ في الأراضي الفلسطينية بغزة».
وعلّق الرئيس الفلسطيني محمود عباس علي سفن كسر الحصار بأنها «لعبة سخيفة» فيما عبرت منظمة «حركة غزة حرة» عن أسفها الشديد لتصريحات الرئيس عباس، فيما اعتبرت حركة حماس تصريحاته «كلام سخيف لا يستحق الرد».
وفي مايو 2010، تحركت ستة سفن ضمن ما أطلق عليه اسم أسطول الحرية أكثرها تركية، ضمت حوالي 750 راكب من تركيا، بريطانيا، الولايات المتحدة الأمريكية، إيرلندا، اليونان، بالإضافة لعرب ومواطنو دول أخرى، مع أكثر من 10 آلاف طن من مواد الإغاثة والمساعدات الإنسانية، وقد تم إيقاف هذه القافلة، وبالتحديد سفينة مافي مرمرة من قبل قوات البحرية الإسرائيلية التي استخدمت الرصاص الحي ضد الناشطين في موقعة عدد من القتلى يصل إلى 19 وعدد أكبر من الجرحى. وأدت تلك الأحداث إلى زيادة الضغط الدولي على إسرائيل لرفع الحصار، وقامت إسرائيل على أثره بتخفيف الحظر المفروض على بعض السلع.

## الموقف الدبلوماسي
تعرضت إسرائيل في ديسمبر 2008 لانتقادات عنيفة في «منتدى الأمم المتحدة لحقوق الإنسان» الذي عقد في جنيف بسويسرا حيث حثت دول غربية بينها فرنسا، ألمانيا، أستراليا، بريطانيا وكندا إسرائيل عن رفع حصارها للقطاع، حيث قالت أن هذا الحصار أدى إلى تفاقم الأوضاع الإنسانية للمواطنين، كما تحدث في المنتدى عدد من مندوبي عدة دول بينها مصر، سوريا وإيران إلا أن مندوب الولايات المتحدة لم يتحدث في الجلسة، ودافعت إسرائيل أن القطاع أصبح «بؤرة للإرهابيين» الذين يعدون ويشنون هجمات بالصواريخ عليها، وذلك حسب تعبير كبير المستشارين القانونيين بوزارة الخارجية الإسرائيلية.

## جريمة حرب
في 10 ديسمبر 2008 رفع حقوقيون وقانونيون من بلدان عدة من بينهم 3 محامين إسبان، مع وفد يمثل أمريكا الشمالية وأوروبا والشرق الأوسط وأمريكا الجنوبية ومنظمة التحالف الدولي لمكافحة الإفلات من العقاب المسجَّلة دوليًّا، والعضو في المجلس الاقتصادي والاجتماعي للأمم المتحدة، دعوى قضائية أمام المحكمة الجنائية الدولية في لاهاي ضد حكومة إسرائيل وكبار قادتها السياسيين والعسكريين؛ بتهمة ارتكاب جرائم ضد الإنسانية، وجرائم الحرب والإبادة الجماعية الناجمة عن استمرار الحصار المفروض على قطاع غزة، وتمثل هذه الدعوى أول ملاحقة قانونية لدى المحكمة الجنائية الدولية لكبار القادة الصهاينة، وفي صدارة المُدَّعَى عليهم رئيس الوزراء الإسرائيلي إيهود أولمرت ووزير الدفاع الإسرائيلي إيهود باراك ونائبه ماتان فلنائي ووزير الأمن الداخلي آفي ديختر ورئيس الأركان غابي أشكنازي. وتهدف الدعوى إلى إلزام مكتب المدعي العام للمحكمة الجنائية الدولية «بالتحقيق بالجرائم التي تُرتكب في غزة؛ وفقًا لنصوص المحكمة وما ورد في نظام روما الأساسي».وتقول الناشطة اللبنانية في حقوق الإنسان مي الخنساء رئيسة المنظمة أن الدعوى جاءت بسبب الجرائم البشعة التي يجري ارتكابها بحق أهل غزة، وقالت: «يجب أن نلجأ إلى القضاء لتحصيل الحقوق، وأن نمارس الضغط على دولة الاحتلال؛ كي يعرف العالم أنها كيان إرهابي».

## جدار مصر
بدأت مصر في خريف 2009 ببناء جدار فولاذي يمتد على طول الحدود مع قطاع غزة تحت الأرض، بالإضافة إلى بضعة أميال بحرية للحدود البحرية وذلك للحد من التهريب وعمليات التسلل على حد قول الحكومة المصرية. يقوم الجدار بحسب تصريحات الحكومة المصرية بتعزيز الأمن القومي للبلاد. ورفضت مصر تصنيف الجدار كعامل لتشديد الحصار على القطاع لكون الجدار تحت سطح الأرض، مع إقرارها بالوضع المعيشي الصعب لدى الغزيين.

## القناة المائية على حدود قطاع غزة
شرع الجيش المصري في شهر نوفمبر 2014 بشق قناة مائية على طول الشريط الحدودي مع قطاع غزة بزعم القضاء على ظاهرة الأنفاق الحدودية المنتشرة في المنطقة. ويتمثل المشروع المصري بإنشاء قناة يبلغ طولها حوالي 14 كم عن طريق حفر أحواض مائية كبيرة وعميقة وغمرها بالمياه مما سيؤدي إلى خلخلة التربة في تلك المنطقة.
وعلى الصعيد الفلسطيني، رحب الرئيس محمود عباس بالمشروع المصري بإقامة القناة المائية على حدود قطاع غزة، وأوضح عباس في مقابلة تلفزيونية أنه صاحب الفكرة بإنشاء هذه القناة كحل أمثل للتعامل مع ظاهرة الأنفاق الحدودية.
في المقابل، استنكرت الفصائل الفلسطينية في قطاع غزة المشروع المصري واعتبرته خطوة جديدة في مسلسل تشديد الحصار على قطاع غزة. ودعا إسماعيل هنية- نائب رئيس المكتب السياسي لحركة حماس- مصر إلى الوقف الفوري لهذا المشروع كونه يضر بالعلاقات التاريخية بين الشعبين إضافة إلى أضراره الكبيرة على المستوى البيئي.
وعلى المستوى البيئي، حذر نائب رئيس سلطة المياه الفلسطينية مازن البنا من المشروع المصري على طول الحدود مع غزة، وقال البنا إن المشروع يؤثر بصورة كارثية على البيئة، ويدمر خزان المياه الجوفية، مما يهدد حياة المواطنين، حيث ناشد الأمم المتحدة بالتدخل الفوري للضغط على الحكومة المصرية لوقف هذا المشروع.

## أثر حرب 2014 علي الاوضاع المعيشية

### أثر الحرب على النساء والفتيات
ديسمبر 2015- استعرض مكتب الأمم المتحدة لتنسيق الشؤون الإنسانية في تقرير له الضرر الواسع الذي خلفته الحرب الإسرائيلية على النساء والفتيات في قطاع غزة صيف عام 2014.
ووثق التقرير مقتل 299 وإصابة حوالي 2000 امرأة، إضافة إلى مقتل 197 من الفتيات الغزيات وإصابة المئات.
وعلى صعيد أماكن العيش، ذكر التقرير أن ما يقارب من 22 ألف امرأة و24 ألف فتاة فقدن أماكن عيشهم بشكل كلي أو جزئي خلال الحرب الإسرائيلية الأخيرة.

## التداعيات الإنسانية للحصار

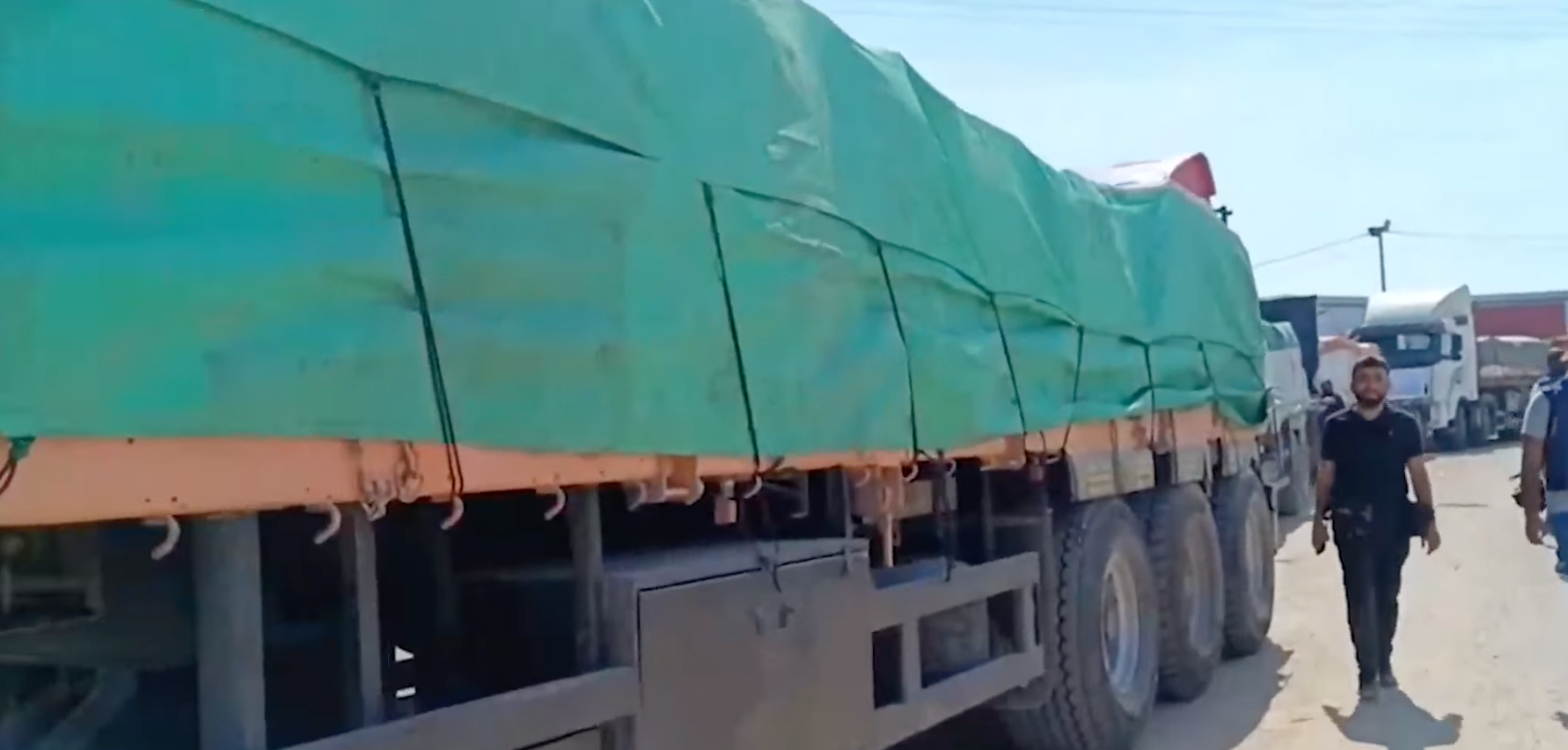
الأزمة الإنسانية في قطاع غزة

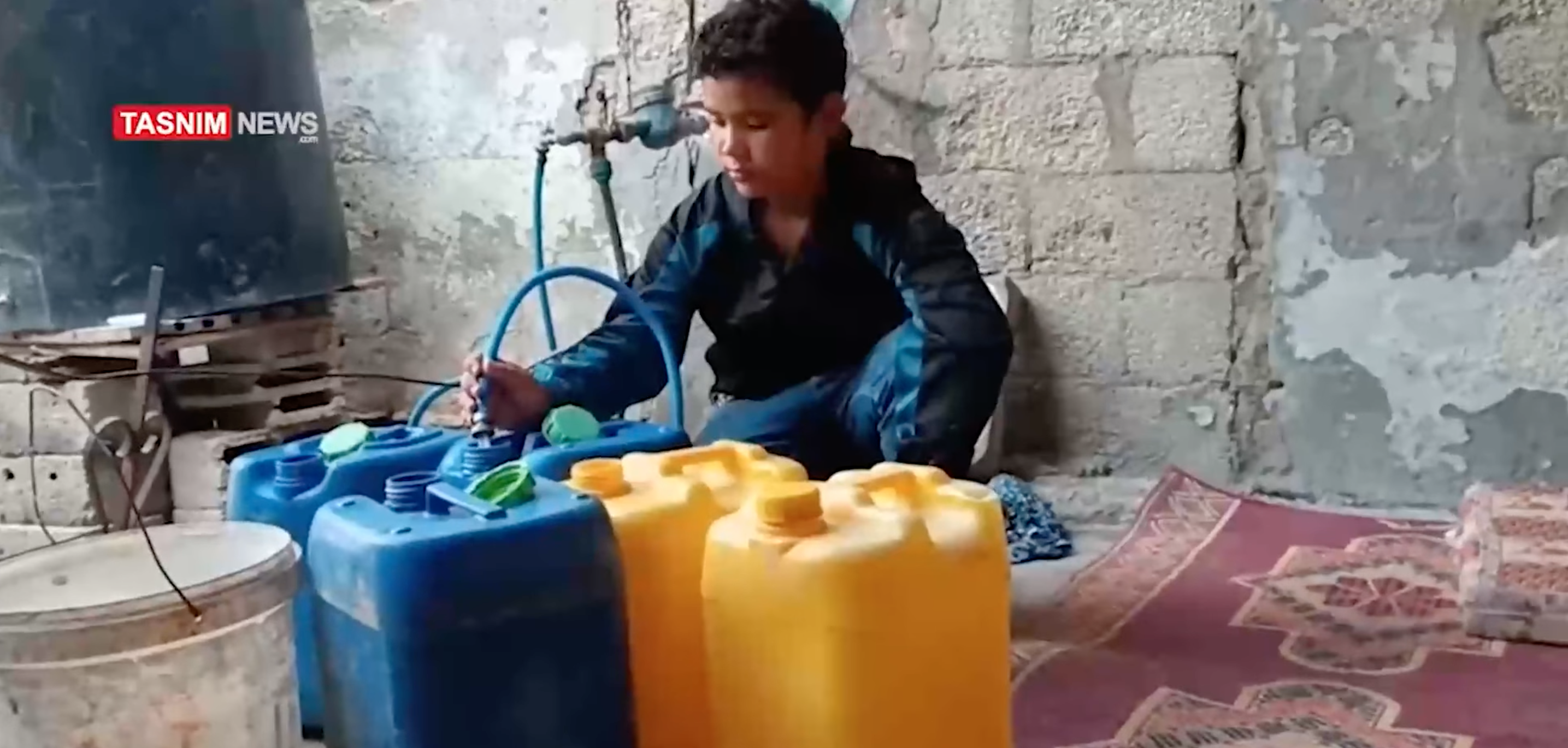

أصدر المرصد الأورومتوسطي تقريرًا شاملًا عن الأوضاع الإنسانية في قطاع غزة بعد مرور 11 عامًا على الحصار حيث تجاوزت معدلات الفقر 65% بينما وصلت معدلات انعدام الأمن الغذائي إلى 72%، وأصبح 80% من سكان قطاع غزة يعتمدون على المساعدات. مع نهاية عام 2016، شهدت البطالة ارتفاعاً لتصل إلى 43%. وذكر التقرير أن إغلاق معبر كرم أبو سالم الاقتصادي كان بنسبة 36% خلال عام 2016. وفي الربع الأخير من العام،  وضع الاحتلال عقبات أمام خروج المرضى إلى الضفة الغربية؛ إذ بلغت نسبة الموافقة على تصاريح الخروج في الربع الأخير من العام 44%. فيما ما يتعلق بالتصاريح التجارية عبر معبر ايرز، ألغى الاحتلال 1900 تصريحاً تجارياً من أصل 3700 تصريح، بينما وافق على أقل من 50% من طلبات حصول تصريح  لتلقي العلاج الطبي خارج القطاع. التقرير أشار إلى وصول 46%  فقط من أموال المانحين لإعادة إعمار غزة. وأكد تقرير المرصد الحقوقي انخفاض عدد الصيادين في قطاع غزة من 10,000 إلى  4,000 في الفترة ما بين 2000 و 2017.
في 25 يناير 2022، نشر المرصد الأورومتوسطي لحقوق الإنسان تقريرًا يوثق فيه تداعيات الحصار الإسرائيلي على قطاع غزة وكشف فيه عن الآثار الوخيمة التي أحدثها الحصار في الجوانب الاجتماعية والاقتصادية والإنسانية. علاوة على ذلك، كشف التقرير عن تضاعف مؤشرات الأزمة الإنسانية في قطاع غزة بفعل الحصار والهجمات الإسرائيلية المتكررة على غزة. إضافة ذكر التقرير أن نسبة البطالة قبل فرض الحصار –في عام 2005– كانت نحو 23.6%، لكن مع استمرار الحصار وصلت إلى 50.2% عام 2021، لتكون بين أعلى معدلات البطالة في العالم. وكذلك معدلات الفقر قفزت من 40% في عام 2005 إلى 69% في عام 2021 حيث تقلص نصيب الفرد من الناتج المحلي الإجمالي إلى ما لا يزيد عن 18%.

### الوضع الصحي
أثر الحصار «الإسرائيلي» المفروض على قطاع غزة على الوضع الصحي للسكان، حيث منعت إسرائيل من إدخال المواد والمستلزمات والأجهزة الطبية، لأكثر من 2 مليون مواطن يعيشون في ظل ظروف معيشية غاية في الصعوبة. في 2016، نُشر تقرير عن وزارة الصحة بغزة أن 56% من حالات العلاج في الخارج لم يسمح لها بالسفر. بالإضافة إلى أن نسبة العجز في الأدوية الأساسية بلغت 47% بما فيها أدوية السرطان وأمراض الدم، ونسبة العجز من المستهلكات الأساسية وصلت إلى 30%، بما فيها مستهلكات العمليات وأقسام الطوارئ وما نسبته 49% من العجز في الفحوصات المخبرية.

## الآثار الاقتصادية
في 10 مايو 2021، نشر مركز الميزان لحقوق الإنسان تقريرًا كشف فيه عن أثر الحصار «الإسرائيلي» المفروض على قطاع غزة على حركة التجارة في القطاع، حيث تُعرقل دخول وخروج البضائع من وإلى قطاع غزة، ما أسهم في تدهور حالة حقوق الإنسان والأوضاع الإنسانية، وأثرت على مختلف القطاعات الإنشائية والصناعية والزراعية والمياه والكهرباء والتعليم. علاوة على ذلك، تُسيطر إسرائيل على معابر القطاع بهدف إحكام سيطرة الدخول والخروج لمنع الصادرات والواردات وخنق القطاع.
وفي أعقاب فرض الحصار، أوقفت إسرائيل جميع أنشطة التصدير من قطاع غزة. وحصلت منظمة حقوق الإنسان الإسرائيلية جيشا، المعروفة باسم المركز القانوني لحرية الحركة، على وثيقة من الحكومة الإسرائيلية تنص على أن "لكل دولة الحق في تحديد ما إذا كانت لن تشارك في علاقات اقتصادية أو تقدم مساعدات اقتصادية للطرف المعارض في الصراع، أو أنها تنوي استخدام "حرب اقتصادية".

## ردود الأفعال الدولية
في أعقاب زيارته لغزة في مارس/آذار 2010، انتقد وزير الخارجية الأيرلندي مايكل مارتن الحصار الإسرائيلي المفروض على غزة الخاضعة للحكم الفلسطيني ووصفه بأنه "غير إنساني وغير مقبول". وحث الاتحاد الأوروبي وغيره من الدول على تكثيف جهودها في الضغط على إسرائيل لإنهاء الحصار. وقد سجل مارتن تاريخاً جديداً باعتباره أول وزير خارجية من الاتحاد الأوروبي تطأ قدماه غزة منذ أكثر من عام.

### الأفراد
الرئيس الأمريكي الأسبق جيمي كارتر – في يونيو/حزيران 2009، التقى جيمي كارتر بقادة حماس في غزة لمدة ثلاث ساعات. وقبل اجتماعه مع رئيس الوزراء الفلسطيني السابق إسماعيل هنية ومسؤولين آخرين من حماس، تحدث الرئيس كارتر بقوة ضد الحصار الاقتصادي المفروض على غزة. وقال كارتر أمام الحشد في حفل توزيع جوائز لتلاميذ المدارس التابعة للأمم المتحدة للاجئين: "إن المسؤولية عن هذه الجريمة المروعة لحقوق الإنسان تقع على عاتق القدس والقاهرة وواشنطن وفي مختلف أنحاء المجتمع الدولي. ولابد أن تتوقف هذه الانتهاكات؛ ولابد من التحقيق في الجرائم؛ ولابد من هدم الجدران، ولابد أن يأتي الحق الأساسي في الحرية إليكم".

## العقوبات المفروضة على حكومات السلطة الفلسطينية بقيادة حماس
أجريت انتخابات المجلس التشريعي الفلسطيني في 25 يناير 2006، وفازت بها حماس بشكل حاسم. وجرت الانتخابات أثناء حصار كامل لغزة. وبعد أداء المجلس التشريعي الفلسطيني اليمين الدستورية في 18 فبراير 2006، بالإضافة إلى حصارها لقطاع غزة، فرضت إسرائيل عقوبات أخرى على السلطة الفلسطينية، بما في ذلك حجب عائدات الضرائب للسلطة الفلسطينية (التي تجمعها إسرائيل نيابة عن السلطة الفلسطينية)، وفرض قيود على سفر أعضاء المجلس التشريعي الفلسطيني من حماس. ويتلخص موقف إسرائيل في أن حماس منظمة إرهابية تعهدت بتدمير إسرائيل، وهي مسؤولة عن مقتل المئات من مواطنيها، ولا تريد أي منهما إقامة أي علاقات مباشرة مع الأخرى. وفي 20 فبراير، تم ترشيح زعيم حماس إسماعيل هنية لتشكيل حكومة جديدة للسلطة الفلسطينية، والتي أدت اليمين الدستورية في 29 مارس. وبالإضافة إلى موقف إسرائيل فيما يتصل بحكومة السلطة الفلسطينية بقيادة حماس، فقد أعلنت اللجنة الرباعية بشأن الشرق الأوسط بعد الانتخابات أن استمرار المساعدات والحوار مع السلطة الفلسطينية تحت حكومة حماس مشروط بموافقة حماس على ثلاثة شروط: الاعتراف بإسرائيل، ونبذ الأعمال العنيفة، وقبول الاتفاقيات السابقة بين إسرائيل والسلطة الفلسطينية، بما في ذلك اتفاقيات أوسلو. ورفض هنية قبول هذه الشروط، وأوقفت اللجنة الرباعية كل الحوار مع السلطة الفلسطينية وخاصة أي عضو في حكومة حماس، وتوقفت عن تقديم المساعدات للسلطة الفلسطينية وفرضت عقوبات على السلطة الفلسطينية تحت قيادة حماس. ورغم معارضة الولايات المتحدة في البداية، وهي عضو في اللجنة الرباعية، وافقت حكومة الولايات المتحدة في أبريل 2006 على وقف 400 مليون دولار من المساعدات الأجنبية للسلطة الفلسطينية. وبدلاً من ذلك، أعادت الولايات المتحدة توجيه 100 مليون دولار إلى الأمم المتحدة وغيرها من الجماعات غير الفلسطينية، ولكن لم يتم تقديم أي أموال مساعدات مباشرة إلى حكومة محمود عباس.
وكما أشار ولفنسون (وأيضاً في ورقة صادرة عن الاتحاد الأوروبي)، فإن حجب عائدات الضرائب الخاصة بالسلطة الفلسطينية ـ وهو الإجراء الذي اتخذته إسرائيل وحدها، وليس الرباعية ـ كان أكثر ضرراً من وقف المساعدات الدولية للسلطة الفلسطينية. وكان من المفترض أن يتم تحويل هذه الضرائب، التي تجمعها السلطات الإسرائيلية في فلسطين (في كل من الضفة الغربية وغزة)، إلى ميزانية السلطة الفلسطينية. ومن خلال الإفراج عن هذه العائدات أو حجبها، تمكنت إسرائيل، على حد تعبير مجموعة الأزمات الدولية، من "تشغيل الاقتصاد الفلسطيني وإيقافه عملياً".وقد حجبت إسرائيل هذه التحويلات عن السلطة الفلسطينية حتى يونيو 2007. وكان حجب عائدات الضرائب من جانب إسرائيل يعني أن السلطة الفلسطينية تفتقر إلى المال اللازم لدفع رواتب موظفيها، بما في ذلك الشرطة، الأمر الذي أدى إلى مزيد من زعزعة استقرار الوضع في غزة. وفي مارس 2007، وافقت فتح على الانضمام إلى حماس في حكومة وحدة وطنية للسلطة الفلسطينية، برئاسة هنية أيضاً. وبعد فترة وجيزة، في يونيو، سيطرت حماس على قطاع غزة أثناء معركة غزة، واستولت على مؤسسات حكومة السلطة الفلسطينية في القطاع واستبدلت فتح وغيرها من مسؤولي السلطة الفلسطينية بأعضاء من حماس. في خريف عام 2007، صنفت إسرائيل قطاع غزة، الخاضع لسيطرة حماس، ككيان معاد، وفرضت سلسلة من العقوبات التي شملت خفض الطاقة، وفرض قيود صارمة على الاستيراد، وإغلاق الحدود. وفي يناير 2008، ردًا على الهجمات الصاروخية المستمرة على مجتمعاتها الجنوبية، وسعت إسرائيل عقوباتها، وأغلقت حدودها بالكامل مع قطاع غزة وأوقفت مؤقتًا استيراد الوقود. وفي وقت لاحق من شهر يناير/كانون الثاني، وبعد أسبوع تقريباً من الحصار الإسرائيلي المشدد، قام مسلحو حماس بتفكيك أقسام من الجدار على طول الحدود بين قطاع غزة ومصر، والتي كانت مغلقة منذ استيلاء حماس على القطاع في منتصف عام 2007 حتى عام 2011، مما أدى إلى خلق فتحات سمحت، وفقاً للتقديرات، لمئات الآلاف من سكان غزة بالعبور إلى مصر لشراء الغذاء والوقود والسلع الأخرى التي لم يكن من الممكن الحصول عليها بسبب الحصار. وقد سمح الرئيس المصري حسني مبارك مؤقتاً باختراق الحدود للتخفيف من معاناة المدنيين في غزة، قبل الشروع في الجهود لإعادة إنشاء الحدود.

## محاولة يونيو 2008 لتخفيف القيود
بموجب اتفاق وقف إطلاق النار بين إسرائيل وحماس في يونيو 2008، وافقت إسرائيل على رفع حصارها لقطاع غزة. وبناءً على طلب مصر، لم ترد إسرائيل دائمًا على انتهاكات وقف إطلاق النار الفلسطينية بإغلاق الحدود. اتهمت إسرائيل حماس بنقل الأسلحة إلى غزة عبر الأنفاق إلى مصر، والفشل في وقف الهجمات الصاروخية، وأشارت إلى أن حماس لن تستمر في التفاوض على إطلاق سراح الرهينة الإسرائيلي جلعاد شاليط، الذي احتجزته حماس منذ عام 2006. أدى قرار حماس إلى نفورها من الحكومة المصرية، التي ربطت فتح معبر غزة-مصر بإطلاق سراح شاليط. في المرحلة المبكرة من وقف إطلاق النار، صرح المسؤولون الإسرائيليون أنهم وجدوا "شعورًا معينًا بالتقدم" فيما يتعلق بإطلاق سراح شاليط. سجلت الأمم المتحدة سبعة انتهاكات من جانب جيش الدفاع الإسرائيلي لوقف إطلاق النار في الفترة ما بين 20 و26 يونيو، وثلاثة انتهاكات من جانب جماعات فلسطينية غير تابعة لحماس في الفترة ما بين 23 و26 يونيو. وفي 18 ديسمبر/كانون الأول، أبلغت كتائب عز الدين القسام، الجناح العسكري لحماس، عن 185 انتهاكاً إسرائيلياً خلال فترة التهدئة.وأفاد مركز معلومات الاستخبارات والإرهاب بإطلاق 223 صاروخاً و139 قذيفة هاون من غزة خلال فترة التهدئة، بما في ذلك 20 صاروخاً و18 قذيفة هاون قبل الرابع من نوفمبر وأشار إلى أن "حماس كانت حريصة على الحفاظ على وقف إطلاق النار" حتى الرابع من نوفمبر، عندما "تآكل وقف إطلاق النار بشكل خطير". وانخفض إطلاق الصواريخ بنسبة 98 في المائة في الأشهر الأربعة والنصف بين 18 يونيو والرابع من نوفمبر، مقارنة بالأشهر الأربعة والنصف التي سبقت وقف إطلاق النار. وقد أنكرت حماس مسؤوليتها عن إطلاق الصواريخ خلال فترة التهدئة. وأفادت منظمة هيومن رايتس ووتش بأن قوات الأمن التابعة لحماس أظهرت قدرتها على كبح جماح إطلاق الصواريخ في حين تم إطلاق سراح بعض الأشخاص الذين احتجزوا لإطلاق الصواريخ دون إبداء أي تفسير.
وفي أغسطس 2008، حدثت أولى المحاولات التي نظمتها المنظمات غير الحكومية لخرق الإغلاق البحري الذي تفرضه إسرائيل على قطاع غزة عندما أبحرت سفينتان تحملان ناشطين من حركة غزة الحرة وحركة التضامن الدولية من قبرص باتجاه غزة، حاملتين أجهزة سمع وبالونات. ووصلت القاربان إلى غزة في 23 أغسطس 2008 بعد أن سمحت الحكومة الإسرائيلية للقاربين بالمرور بحرية. كما حدثت أربع رحلات أخرى من أكتوبر إلى ديسمبر 2008، حيث تم نقل الركاب على متن قارب آخر يسمى "الكرامة"، وهو يخت بطول 66 قدمًا مملوك لحركة غزة الحرة. وقد صدمت البحرية الإسرائيلية الكرامة ثلاث مرات أثناء إبحارها في المياه الدولية، وحدثت أضرار جسيمة. في 28 أكتوبر 2008، رست سفينة الكرامة، التي كانت تحمل 26 ناشطًا وإمدادات طبية، في ميناء ساحلي دون أي تدخل. كانت إسرائيل قد قررت في البداية إيقاف السفينة، ولكن القرار اتخذ بالسماح لها بالمرور قبل وصولها إلى غزة. أبحرت الكرامة إلى غزة أربع مرات قبل أن تتعرض للهجوم في 30 ديسمبر 2008 في المياه الدولية، أثناء إبحارها نحو غزة لتسليم الأدوية والمساعدات الطبية. في أغسطس 2008، ورد أن إسرائيل على الرغم من وقف إطلاق النار لا تزال تسمح بدخول عدد قليل جدًا من السلع. كشفت برقية ويكيليكس من السفارة الأمريكية في تل أبيب بتاريخ 3 نوفمبر 2008 أن إسرائيل لا تزال تحافظ على اقتصاد قطاع غزة "على شفا الانهيار" دون "دفعه إلى حافة الهاوية". وقالت البرقية إن "المسؤولين الإسرائيليين أكدوا لمسؤولي السفارة في مناسبات متعددة أنهم يعتزمون إبقاء اقتصاد غزة يعمل عند أدنى مستوى ممكن بما يتفق مع تجنب الأزمة الإنسانية".

## عناصر أخرى
في أعقاب غارة أسطول غزة، قام تحالف من 22 منظمة غير حكومية في يوليو 2011 بتجميع أسطول من 10 سفن و1000 ناشط لكسر الحصار. رسا السفن في اليونان استعدادًا للرحلة إلى غزة. ومع ذلك، أعلنت الحكومة اليونانية أنها لن تسمح للسفن بالمغادرة إلى غزة، وأوقف خفر السواحل اليوناني ثلاث سفن حاولت التهرب من حظر السفر ومغادرة الميناء. في 7 يوليو، غادر معظم الناشطين إلى ديارهم، ولم يتبق سوى بضع عشرات لمواصلة المبادرة. في 16 يوليو، سُمح لليخت الفرنسي Dignite Al Karama بمغادرة الميناء بعد إبلاغ السلطات اليونانية أن وجهته هي الإسكندرية، مصر. بدلاً من ذلك، توجه اليخت مباشرة إلى غزة. أوقفت البحرية الإسرائيلية Dignite Al Karama على بعد حوالي 65 كيلومترًا من غزة. وبعد أن تم تحذير القارب ورفض العودة، حاصرته ثلاث سفن حربية إسرائيلية وصعد عليه أفراد من وحدة الكوماندوز "شايتيت 13" واستولوا عليه. ثم تم نقل القارب إلى أشدود. وفي النهاية، لم يتم إبحار أسطول الحرية. في الرابع من نوفمبر 2011، اعترضت البحرية الإسرائيلية سفينتين متجهتين إلى غزة في مبادرة خاصة لكسر الحصار. صعد أفراد الكوماندوز من وحدة شاييت 13 على متن السفينتين من زوارق سريعة واستولوا عليهما دون أي مقاومة. ثم تم نقل السفينتين إلى ميناء أشدود. في مواجهة الدعوات الدولية المتزايدة لتخفيف الحصار أو رفعه ردًا على غارة أسطول غزة، خففت مصر وإسرائيل القيود بدءًا من يونيو 2010. أعلنت إسرائيل أنها ستسمح بدخول جميع السلع المدنية البحتة إلى غزة مع منع الأسلحة وما تسميه "العناصر ذات الاستخدام المزدوج" من دخول غزة. فتحت مصر جزئيًا معبر رفح الحدودي من مصر إلى غزة، في المقام الأول للأشخاص، ولكن ليس للإمدادات. أفادت منظمة جيشا القانونية الإسرائيلية غير الحكومية لحرية الحركة في منشور لها في يوليو 2010. أن إسرائيل تواصل منع الأداء الطبيعي للاقتصاد في غزة. تواصل إسرائيل فرض قيود شديدة و/أو منع الأشخاص من دخول غزة أو الخروج منها وفقًا لجيشا. أجرى مكتب الأمم المتحدة لتنسيق الشؤون الإنسانية تقييماً للتأثير الإنساني لتخفيف الحصار في يناير وفبراير 2011 وخلص إلى أن هذا لم يسفر عن تحسن كبير في سبل عيش الناس. وقدر البنك الدولي في عام 2015 أن خسائر الناتج المحلي الإجمالي الناجمة عن الحصار منذ عام 2007 كانت أعلى من 50٪، وترتب عليها خسائر كبيرة في الرعاية الاجتماعية.
في الأول من يونيو 2010، تم فتح معبر رفح الحدودي من مصر إلى غزة جزئياً. وأوضحت وزارة الخارجية المصرية أن المعبر سيظل مفتوحاً بشكل أساسي للأشخاص، وليس للمساعدات. بدأت العديد من شاحنات المساعدات في الوصول إلى غزة خلال صباح اليوم التالي بما في ذلك بعضها يحمل مولدات كهربائية من الهلال الأحمر المصري، وعاد مئات الغزيين الذين كانوا يقيمون في مصر إلى ديارهم، على الرغم من قلة حركة المرور، سواء البشرية أو البضائع، من غزة إلى مصر. في 3 يونيو، أوضح مدير معبر رفح على الجانب الغزي، سلامة بركة، أن المعبر مفتوح للسفر الحر للمرضى وحاملي جوازات السفر الأجنبية وأصحاب الإقامة في بلدان أخرى والطلاب والأجانب.
وقد تقدم مسؤولو اتحاد الأطباء العرب بطلب إلى السلطات المصرية في 3 يونيو2010 لإرسال 400 طن من المواد الغذائية والبطانيات والمولدات الكهربائية للمستشفيات ومواد البناء من مصر إلى غزة، لكن السلطات المصرية رفضت طلبهم دون سبب محدد. ويعتقد عماد جاد، المحلل السياسي في مركز الأهرام المصري للدراسات السياسية والاستراتيجية، أن الحكومة يجب أن تبقي معبر رفح تحت السيطرة لأن فتحه بالكامل قد يسمح بتهريب الأسلحة أو المعاملات المالية غير القانونية. قال توني بلير، الذي رحب بقرار إسرائيل بتخفيف القيود نيابة عن اللجنة الرباعية بشأن الشرق الأوسط، إن اللجنة الرباعية ـ الأمم المتحدة والولايات المتحدة والاتحاد الأوروبي وروسيا ـ ستواصل المحادثات مع إسرائيل "لبلورة المبادئ". واقترح أن "بنود الحياة اليومية العادية، بما في ذلك المواد اللازمة لبناء المنازل والبنية الأساسية والخدمات كما طلبت الأمم المتحدة" يجب أن يُسمح لها بالدخول إلى غزة، وذكر أن "قرار السماح بدخول المواد الغذائية والمستلزمات المنزلية يشكل بداية جيدة". وأعلن متحدث باسم الأمين العام للأمم المتحدة أن الأمين العام سيشعر بالتشجيع لأن الحكومة الإسرائيلية تراجع سياستها تجاه غزة. وأضاف أن الأمم المتحدة ستواصل السعي إلى إحداث تغيير جوهري في السياسة كما اتفقت عليه اللجنة الرباعية. وقال المتحدث باسم حماس سامي أبو زهري إن قرار إسرائيل كان مصمماً "لتجميل" الحصار وتضليل الرأي العام.وقال متحدث باسم وزارة الخارجية البريطانية: "من الجيد أن تفكر إسرائيل بجدية في حل هذه القضايا، [لكن] هناك حاجة إلى مزيد من العمل. نحن بحاجة إلى رؤية الخطوات الإضافية التي لم يتم الإعلان عنها بعد". كما قال مسؤولون من الاتحاد الأوروبي إنهم يشعرون بخيبة أمل بسبب القرار. وقال وزير التعاون الاقتصادي والتنمية الألماني ديرك نيبل إن الإعلان الإسرائيلي "غير كافٍ". وخلال زيارة للبلاد، كان نيبل يعتزم زيارة محطة معالجة مياه الصرف الصحي التي تمولها المساعدات الإنمائية الألمانية، لكن إسرائيل رفضت دخوله إلى قطاع غزة. وعلق قائلاً إن الحكومة الإسرائيلية "لا تسهل أحيانًا على أصدقائها شرح سبب تصرفها بهذه الطريقة".ورد متحدث باسم وزارة الخارجية الإسرائيلية بأن إسرائيل كانت لتكون ملزمة بالسماح لأي وزير أوروبي آخر بالدخول إذا سمحت لنيبل بزيارة قطاع غزة، وبالتالي منح شرعية إضافية لحكومة حماس. انتقد كريس جونيس من الأونروا تحرك إسرائيل لتخفيف الحصار ووصفه بأنه غير كاف، قائلاً: "حتى لو تم تخفيف الحصار فإنه يظل غير قانوني بموجب القانون الدولي لأنه شكل جماعي من أشكال العقاب على السكان المدنيين. يعتمد ثمانون في المائة من سكان غزة على المساعدات. إن السماح بدخول المزيد من المساعدات يؤدي إلى إدامة هذا الاعتماد وعدم معالجة قضية الاكتفاء الذاتي أو الأسباب الجذرية للأزمة. ما لم يتم معالجته من خلال تخفيف الإغلاق هو قضايا الصادرات وكذلك العدد المحدود من المعابر المفتوحة لتسهيل تدفق البضائع. دمرت عملية الرصاص المصبوب ما لا يقل عن 60 ألف منزل ومبنى تحتاج إلى إصلاح وإعادة بناء عاجلة. إن تخفيف الحصار لا يعالج هذه القضية بشكل كاف". كما انتقد ماكسويل جايلارد، نائب المنسق الخاص للأمم المتحدة ومنسق الشؤون الإنسانية للشرق الأوسط، إسرائيل، قائلاً: "إن السماح بدخول المايونيز ورقائق البطاطس إلى غزة لا علاقة له حقًا بالتعامل مع القضايا الأساسية. إن ما نحتاج إلى رؤيته هو تحسن في قطاع المياه والصرف الصحي وشبكة الكهرباء والتعليم والصحة في غزة. لقد أصبح اقتصاد غزة مدمراً وأصبحت بنيته الأساسية هشة للغاية".

## سياسة الحصار الجديدة التي تنتهجها إسرائيل
وفي 20 يونيو 2010، وافق مجلس الوزراء الأمني الإسرائيلي على نظام جديد يحكم الحصار الذي من شأنه أن يسمح تقريباً لجميع المواد غير العسكرية أو ذات الاستخدام المزدوج بدخول قطاع غزة. وبحسب بيان لمجلس الوزراء، فإن إسرائيل "ستعمل على توسيع نقل مواد البناء المخصصة للمشاريع التي وافقت عليها السلطة الفلسطينية، بما في ذلك المدارس والمؤسسات الصحية والمياه والصرف الصحي وغيرها - وكذلك (المشاريع) التي تخضع لإشراف دولي". وعلى الرغم من تخفيف الحصار البري، ستواصل إسرائيل تفتيش جميع البضائع المتجهة إلى غزة بحرًا في ميناء أشدود. وقال رئيس الوزراء الإسرائيلي بنيامين نتنياهو إن القرار يمكّن إسرائيل من التركيز على القضايا الأمنية الحقيقية وسيقضي على "الادعاء الدعائي الرئيسي لحماس" وإنه سيعزز قضية إبقاء الحصار البحري قائماً. وقال أيضًا إن القرار كان سيتم تنسيقه مع الولايات المتحدة ومع توني بلير، ممثل اللجنة الرباعية للشرق الأوسط ووصف بلير القرار بأنه "خطوة هامة للغاية إلى الأمام"، لكنه أضاف أن القرار يحتاج إلى التنفيذ. وقالت اللجنة الرباعية في بيان لها إن الوضع لا يزال "غير مستدام وغير مقبول" وأكدت أن هناك حاجة ماسة إلى حل طويل الأمد. ودعت الأونروا إلى الرفع الكامل للحصار على غزة، معربة عن قلقها من أن السياسة الجديدة ستستمر في الحد من قدرة غزة على التنمية بمفردها. ورحبت ممثلة الاتحاد الأوروبي للسياسة الخارجية كاثرين أشتون بالقرار. ووصفت الخطوة بأنها "تحسن كبير" وأعربت عن توقعها أن تدخل الإجراءات حيز التنفيذ في أقرب وقت ممكن، مضيفة أنه "ما زال هناك المزيد من العمل الذي يتعين القيام به". وقد رحبت الحكومة بالقرار، معربة عن اعتقادها بأن التخفيف من شأنه أن يحسن بشكل كبير حياة سكان قطاع غزة ويمنع تهريب الأسلحة. وأعربت عن نيتها المساهمة في جهد دولي "لاستكشاف طرق إضافية لتحسين الوضع في غزة، بما في ذلك المزيد من حرية الحركة والتجارة بين غزة والضفة الغربية". ورفضت حماس هذه الإجراءات ووصفتها بأنها تافهة و"دعاية إعلامية". "، وطالب برفع الحصار بشكل كامل، بما في ذلك إزالة كافة القيود المفروضة على استيراد مواد البناء. وعلقت عضوة الكنيست العربية الإسرائيلية حنين زعبي قائلة إن تخفيف الحصار من شأنه أن يثبت أنه "ليس حصارًا أمنيًا، بل حصارًا سياسيًا"، مضيفة أن الأسطول "نجح في تقويض شرعية الحصار".

## تقييم الأثر الإنساني
وفي يناير وفبراير 2011، أجرى مكتب الأمم المتحدة لتنسيق الشؤون الإنسانية تقييماً لآثار التدابير الرامية إلى تخفيف القيود المفروضة على الوصول. وخلصوا إلى أنها لم تسفر عن تحسن ملموس في سبل عيش الناس. ووجدوا أن إعادة تنشيط القطاع الخاص بشكل محدود نتجت عن زيادة توافر السلع الاستهلاكية وبعض المواد الخام، لكن "الطبيعة المحورية للقيود المتبقية" وتأثيرات ثلاث سنوات من الحصار الصارم حالت دون حدوث تحسن كبير في سبل العيش. ورغم أن معدل البطالة في غزة انخفض من 39.3% إلى 37.4% في النصف الثاني من عام 2010، فقد حدثت زيادات كبيرة في أسعار المواد الغذائية. لم يكن هناك أي تحسن يذكر في معدلات انعدام الأمن الغذائي في غزة، والتي استمرت في التأثير على 52% من السكان. ولم يكن من الممكن بناء سوى عدد قليل من الوحدات السكنية البالغ عددها 40 ألف وحدة اللازمة لتعويض المنازل التي فقدت خلال عملية الرصاص المصبوب وللنمو السكاني الطبيعي، وذلك نتيجة للقيود المستمرة على استيراد مواد البناء. وجاءت الموافقة على أكثر من 100 مشروع بتمويل من منظمات دولية تهدف إلى تحسين خدمات المياه والصرف الصحي والتعليم والصحة "المتدهورة للغاية" في أعقاب تخفيف الحصار. وقد تأخر تنفيذ هذه المشاريع بسبب عملية الموافقة على دخول المواد والفتح المحدود لمعبر كارني. ووجد مكتب تنسيق الشؤون الإنسانية أنه لم يحدث أي تحسن في نوعية الخدمات المقدمة لسكان قطاع غزة نتيجة لهذه المشاريع حتى الآن. ولم تكن هناك زيادة ملحوظة في عدد تصاريح الخروج التي منحتها إسرائيل للسماح بالوصول إلى العالم الخارجي، بما في ذلك أجزاء أخرى من الأراضي الفلسطينية.واستمرت إسرائيل في إصدار التصاريح على أساس استثنائي فقط، حيث تم إصدار 106-114 تصاريح يوميًا خلال النصف الثاني من عام 2010. ووصف مكتب تنسيق الشؤون الإنسانية تحرك مصر لتشغيل معبرها مع غزة بشكل منتظم لفئات خاصة من الناس بأنه "تحسن كبير، رغم أنه محدود".وخلصوا إلى أن تخفيف القيود كان "خطوة في الاتجاه الصحيح" لكنهم دعوا إسرائيل إلى إلغاء الحصار بالكامل بما في ذلك إزالة القيود المفروضة على استيراد مواد البناء وصادرات البضائع، ورفع الحظر العام على حركة البضائع. الناس بين غزة والضفة الغربية عبر إسرائيل من أجل الامتثال لما وصفوه بالالتزامات المتعلقة بالقانون الإنساني الدولي والقانون الدولي لحقوق الإنسان. ووفقا لمنظمة الصحة العالمية، فإن النقص في الأدوية والمعدات الأساسية كان العقبة الرئيسية أمام توفير الرعاية الصحية الكافية في قطاع غزة منذ صراع عام 2012. وكانت مستشفيات غزة تعاني من نقص يزيد عن 50% من "المستهلكات الطبية" حتى قبل النزاع. أفاد العاملون في بعض المستشفيات أنهم اضطروا إلى تعقيم وإعادة استخدام المعدات ذات الاستخدام الواحد بسبب نقص العناصر الحرجة. المستشفيات الفلسطينية غير قادرة على تلبية احتياجات مرضاها بسبب التخلف الاقتصادي وتباين صرامة الحصار الإسرائيلي. وبحسب منظمة بتسيلم، فإن القيود المفروضة على الحركة، فإن الحصار، الذي لا يقيد وصول سكان غزة إلى إسرائيل فحسب، بل يقيد أيضًا الاتصالات بين غزة والضفة الغربية، قد حرم الصيادين في غزة من الوصول إلى 85٪ من المياه التي تم ضمان الوصول إليها. خلال الصراع بين إسرائيل وغزة عام 2014، نزح 108,000 شخص، لا يزال جميعهم تقريبًا يعيشون في مخيمات اللاجئين التابعة للأونروا أو في ملاجئ مرتجلة غير كافية. تم تدمير 28 مدرسة والعديد من الآبار وغيرها من البنية التحتية المدنية المهمة مثل محطات الصرف الصحي والكهرباء الرئيسية أثناء عملية الجرف الصامد. ومنذ ذلك الحين تم السماح بدخول ما يزيد عن 2000 شاحنة محملة بمواد إعادة الإعمار إلى غزة، لكن طبقاً لتقديرات الأمم المتحدة فإن حمولة 735 شاحنة يومياً، لمدة ثلاث سنوات، ستكون ضرورية لإعادة بناء كل البنية التحتية المتضررة.
وفي يناير وفبراير 2011، أجرى مكتب الأمم المتحدة لتنسيق الشؤون الإنسانية تقييماً لآثار التدابير الرامية إلى تخفيف القيود المفروضة على الوصول. وخلصوا إلى أنها لم تسفر عن تحسن ملموس في سبل عيش الناس. ووجدوا أن إعادة تنشيط القطاع الخاص بشكل محدود نتجت عن زيادة توافر السلع الاستهلاكية وبعض المواد الخام، لكن "الطبيعة المحورية للقيود المتبقية" وتأثيرات ثلاث سنوات من الحصار الصارم حالت دون حدوث تحسن كبير في سبل العيش. ورغم أن معدل البطالة في غزة انخفض من 39.3% إلى 37.4% في النصف الثاني من عام 2010، فقد حدثت زيادات كبيرة في أسعار المواد الغذائية. لم يكن هناك أي تحسن يذكر في معدلات انعدام الأمن الغذائي في غزة، والتي استمرت في التأثير على 52% من السكان. ولم يكن من الممكن بناء سوى عدد قليل من الوحدات السكنية البالغ عددها 40 ألف وحدة اللازمة لتعويض المنازل التي فقدت خلال عملية الرصاص المصبوب وللنمو السكاني الطبيعي، وذلك نتيجة للقيود المستمرة على استيراد مواد البناء. وجاءت الموافقة على أكثر من 100 مشروع بتمويل من منظمات دولية تهدف إلى تحسين خدمات المياه والصرف الصحي والتعليم والصحة "المتدهورة للغاية" في أعقاب تخفيف الحصار. وقد تأخر تنفيذ هذه المشاريع بسبب عملية الموافقة على دخول المواد والفتح المحدود لمعبر كارني. ووجد مكتب تنسيق الشؤون الإنسانية أنه لم يحدث أي تحسن في نوعية الخدمات المقدمة لسكان قطاع غزة نتيجة لهذه المشاريع حتى الآن. ولم تكن هناك زيادة ملحوظة في عدد تصاريح الخروج التي منحتها إسرائيل للسماح بالوصول إلى العالم الخارجي، بما في ذلك أجزاء أخرى من الأراضي الفلسطينية.واستمرت إسرائيل في إصدار التصاريح على أساس استثنائي فقط، حيث تم إصدار 106-114 تصاريح يوميًا خلال النصف الثاني من عام 2010. ووصف مكتب تنسيق الشؤون الإنسانية تحرك مصر لتشغيل معبرها مع غزة بشكل منتظم لفئات خاصة من الناس بأنه "تحسن كبير، رغم أنه محدود".وخلصوا إلى أن تخفيف القيود كان "خطوة في الاتجاه الصحيح" لكنهم دعوا إسرائيل إلى إلغاء الحصار بالكامل بما في ذلك إزالة القيود المفروضة على استيراد مواد البناء وصادرات البضائع، ورفع الحظر العام على حركة البضائع. الناس بين غزة والضفة الغربية عبر إسرائيل من أجل الامتثال لما وصفوه بالالتزامات المتعلقة بالقانون الإنساني الدولي والقانون الدولي لحقوق الإنسان. ووفقا لمنظمة الصحة العالمية، فإن النقص في الأدوية والمعدات الأساسية كان العقبة الرئيسية أمام توفير الرعاية الصحية الكافية في قطاع غزة منذ صراع عام 2012. وكانت مستشفيات غزة تعاني من نقص يزيد عن 50% من "المستهلكات الطبية" حتى قبل النزاع. أفاد العاملون في بعض المستشفيات أنهم اضطروا إلى تعقيم وإعادة استخدام المعدات ذات الاستخدام الواحد بسبب نقص العناصر الحرجة. المستشفيات الفلسطينية غير قادرة على تلبية احتياجات مرضاها بسبب التخلف الاقتصادي وتباين صرامة الحصار الإسرائيلي. وبحسب منظمة بتسيلم، فإن القيود المفروضة على الحركة، فإن الحصار، الذي لا يقيد وصول سكان غزة إلى إسرائيل فحسب، بل يقيد أيضًا الاتصالات بين غزة والضفة الغربية، قد حرم الصيادين في غزة من الوصول إلى 85٪ من المياه التي تم ضمان الوصول إليها. خلال الصراع بين إسرائيل وغزة عام 2014، نزح 108,000 شخص، لا يزال جميعهم تقريبًا يعيشون في مخيمات اللاجئين التابعة للأونروا أو في ملاجئ مرتجلة غير كافية. تم تدمير 28 مدرسة والعديد من الآبار وغيرها من البنية التحتية المدنية المهمة مثل محطات الصرف الصحي والكهرباء الرئيسية أثناء عملية الجرف الصامد. ومنذ ذلك الحين تم السماح بدخول ما يزيد عن 2000 شاحنة محملة بمواد إعادة الإعمار إلى غزة، لكن طبقاً لتقديرات الأمم المتحدة فإن حمولة 735 شاحنة يومياً، لمدة ثلاث سنوات، ستكون ضرورية لإعادة بناء كل البنية التحتية المتضررة.

## مزيد من التيسير(2011-2013)
في أعقاب الثورة المصرية عام 2011، فتحت مصر لبعض الوقت معبر رفح الحدودي بشكل دائم اعتبارًا من 28 مايو 2011. وتمكن عدد محدود من النساء من جميع الأعمار والرجال الذين تقل أعمارهم عن 18 عامًا وما فوق 40 عامًا من دخول مصر دون تأشيرة، على الرغم من أنه لا تزال هناك قيود شديدة على حركة الأفراد والبضائع من وإلى غزة. في عام 2012، بدأت مصر بتزويد قطاع غزة بالوقود، للمساعدة في تخفيف أزمة الوقود الطويلة الناجمة عن الخلاف بين مصر وحكومة حماس في غزة حول ما إذا كان بإمكان غزة التجارة مع مصر بشكل علني، أو عبر إسرائيل فقط.

## أكتوبر 2023 الحصار الإسرائيلي
بعد بداية الحرب بين إسرائيل وحماس والهجمات على إسرائيل وداخلها من قبل حماس والمسلحين الفلسطينيين، فرضت إسرائيل "حصارًا كاملاً" على قطاع غزة، في 9 أكتوبر 2023.

## 2024
في يناير 2024، منعت السلطات الإسرائيلية 56% من المساعدات الإنسانية لشمال غزة. في 9 فبراير 2024، قال مدير الأونروا فيليب لازاريني إن إسرائيل منعت الغذاء عن 1.1 مليون فلسطيني في غزة.

## مجاعة
أدت الحرب بين إسرائيل وحماس إلى ظروف مجاعة وشيكة في قطاع غزة، نتيجة الغارات الجوية الإسرائيلية والحصار الإسرائيلي المستمر على القطاع، والذي يتضمن قيودًا على المساعدات الإنسانية. ويعاني 2.2 مليون شخص في غزة الآن من انعدام الأمن الغذائي على مستوى الطوارئ. دمرت الغارات الجوية البنية التحتية الغذائية، مثل المخابز والمطاحن ومخازن المواد الغذائية، وهناك ندرة واسعة النطاق في الإمدادات الأساسية بسبب الحصار المفروض على المساعدات. وقد تسبب هذا في مجاعة أكثر من نصف مليون من سكان غزة وهو جزء من أزمة إنسانية أوسع نطاقا. في القطاع. إنه "أكبر عدد من الأشخاص الذين يواجهون جوعًا كارثيًا" تم تسجيله على الإطلاق على مقياس التصنيف الدولي للبراءات، ومن المتوقع على نطاق واسع أن تكون أشد مجاعة من صنع الإنسان منذ الحرب العالمية الثانية.

## التأثير الاجتماعي والاقتصادي
وأثار الوضع الاقتصادي والإنساني المتدهور قلقاً كبيراً في الخارج. وطبقاً لمؤتمر الأمم المتحدة للتجارة والتنمية (الأونكتاد)، ففي يناير/كانون الثاني 2003، أدى الحصار الإسرائيلي وعمليات الإغلاق إلى استنزاف ما يصل إلى 2.4 مليار دولار أمريكي من اقتصاد الضفة الغربية وقطاع غزة. طوال عام 2006، كان معبر كارني يعمل جزئياً فقط، الأمر الذي كلف الفلسطينيين 500 ألف دولار يومياً، حيث تم تحقيق أقل من 10% من الحد الأدنى من أهداف التصدير اليومية لقطاع غزة. واستنزفت السلع الغذائية الأساسية بشدة، وأُغلقت المخابز، وتم تطبيق نظام الحصص الغذائية. وقد قدر البنك الدولي في عام 2015 أن خسائر الناتج المحلي الإجمالي الناجمة عن الحصار منذ عام 2007 تجاوزت 50%، وتسببت في خسائر كبيرة في الرفاهية الاجتماعية. لقد تقلص قطاع التصنيع في غزة، الذي كان مهماً ذات يوم، بنسبة تصل إلى 60% بالقيمة الحقيقية، بسبب الحروب في السنوات العشرين الماضية والحصار. لقد اختفت صادرات غزة فعليًا منذ فرض الحصار عام 2007. وذكر أنه "يجب إيجاد حلول لتمكين تدفق مواد البناء بشكل أسرع إلى غزة"، مع الأخذ في الاعتبار "المخاوف الأمنية المشروعة للدول المجاورة". في مايو 2015، أفاد البنك الدولي أن اقتصاد غزة كان على "حافة الانهيار". وكان 40% من سكان غزة يعيشون في حالة فقر، على الرغم من أن حوالي 80% منهم حصلوا على نوع ما من المساعدات. وقالت إنه يجب تخفيف القيود للسماح لمواد البناء "بالدخول بكميات كافية" والسماح بالتصدير. "لا يمكن للاقتصاد أن يستمر دون أن يكون متصلاً بالعالم الخارجي"، قال البنك الدولي إن القيود المشددة تعني انخفاض إنتاج قطاع البناء بنسبة 83٪.

## الدور في تحويل غزة إلى "سجن مفتوح"
وصفت عدة جماعات حقوقية الوضع في غزة بأنه "سجن في الهواء الطلق"، بما في ذلك الأمم المتحدة، هيومن رايتس ووتش، والمجلس النرويجي للاجئين. غالبًا ما تم الاستشهاد بهذا التوصيف من قبل عدد من نشطاء حقوق الإنسان والسياسيين ووسائل الإعلام الإخبارية التي تتناول الصراع بين غزة وإسرائيل والصراع الفلسطيني الإسرائيلي الأوسع. وقد أيد رئيس الوزراء البريطاني السابق ديفيد كاميرون، والسيناتور الأمريكي بيرني ساندرز، والدبلوماسي الإسرائيلي السابق جدعون ليفي، والدبلوماسي الإسرائيلي السابق جدعون ليفي، والمؤرخ الإسرائيلي إيلان بابي هذا التوصيف أيضًا. وفي عام 2022، أصدرت منظمة هيومن رايتس ووتش تقريرا عن الوضع في قطاع غزة، الذي وصفته بأنه "سجن في الهواء الطلق" بسبب الحصار، وحملت إسرائيل المسؤولية باعتبارها القوة المحتلة، وبدرجة أقل مصر، التي فرضت قيودا على قطاع غزة. حركة الفلسطينيين عبر حدودها. وسلط التقرير الضوء على كيف أدى هذا الحصار إلى أزمات إنسانية، وتحديداً نقص الإمدادات الأساسية، ومحدودية الوصول إلى الرعاية الصحية، وارتفاع مستويات الفقر والبطالة بين السكان الفلسطينيين في غزة. وزعمت أن إسرائيل قد شكلت سياسة رسمية للفصل بين غزة والضفة الغربية، على الرغم من أنهما يشكلان جزءًا من الأراضي الفلسطينية. لقد أدى الحصار الإسرائيلي المفروض على غزة إلى تقييد حرية حركة الفلسطينيين في غزة إلى الضفة الغربية والعالم الخارجي؛ وعلى وجه الخصوص، كان المهنيون الفلسطينيون هم الأكثر تأثراً بهذه القيود، حيث يستغرق التقدم للحصول على تصريح السفر عدة أسابيع. ووصف تقرير المجلس النرويجي للاجئين الصادر عام 2018 الإقليم بأنه "أكبر سجن مفتوح في العالم"، مسلطا الضوء فيه على عدة أرقام، منها عدم الحصول على المياه النظيفة، وإمدادات الكهرباء الموثوقة، والرعاية الصحية والغذاء وفرص العمل. وأعربت عن أسفها لأن أغلبية الأطفال الفلسطينيين في غزة يعانون من الصدمات النفسية، وأن قسماً منهم يعاني من توقف النمو.

## وصلات خارجية
- الحصار على قطاع غزة